# Quintino Vilas Boas Neto
Quintino Vilas Boas Neto (Esposende, 15 de Março de 1915 - Esposende, 8 de Janeiro de 2004) foi um escultor de Portugal. É oriundo de uma família modesta, mas com grandes tradições no trabalho da pedra. De seu pai ele aprendeu a difícil arte do lavrar a pedra, ou seja o granito. Foi um dos grandes impulsionadores desta actividade económica e sobretudo cultural, no Minho e em particular, na região de Esposende.
O escultor Quintino Vilas Boas Neto, morreu ao início da madrugada  do dia 8 de Janeiro de 2004, com 89 anos no hospital de Esposende, devido a problemas pulmonares. 
Deixou uma vasta obra, mas dispersa, que ultrapassou fronteiras e está por toda a parte, em museus, galerias, ruas, praças, jardins, igrejas e capelas e nos prédios e jardins públicos e particulares.
Cedo descobriu um certo talento para a criação, porém a necessidade de ganhar dinheiro para o sustento da família não lhe permitiam tais veleidades, sendo obrigado a cumprir compromissos profissionais nesta arte, deixando um pouco de parte a sua veia de artista.
Só muitos anos mais tarde (em finais da década de sessenta, do século XX) poderá satisfazer esta sua pretensão de criar. Mestre Quintino deixa para trás anos como canteiro e lavrista, ao longo dos quais saíram das suas mãos peças que embelezam e prestigiam casas e capelas por esse pais fora, marcando o nome de Esposende nas muitas pedras que foi trabalhando, e dedica-se a tempo inteiro à sua “arte” - os santinhos de granito.
Na actualidade é grande a actividade ligada ao trabalho da pedra no concelho de Esposende. Muito desse trabalho é o corolário do esforço árduo e teimoso de um homem que um dia sonhou “criar a pedra”.
Indiscutivelmente foi das suas mãos que saíram as primeiras peças em granito que fizeram e fazem a história da escultura popular no concelho de Esposende, podendo mesmo ser apelidado de “pai dos santinhos de granito” de Esposende.
É neste contexto de trabalho, de criação, de divulgação do nome de Esposende além fronteiras, do amor à própria terra, que muitas vezes transferiu para as pedras que trabalhava e de dedicação a uma “arte popular” por si criada e que hoje em dia é um dos cartões de visita de Esposende que se destacou Quintino Vilas Boas Neto.
Desde sempre moldou o granito, mármore e madeira, ensinou a arte aos filhos, atrás deles um sem fim de “escultores” populares que, mantendo esta mesma linha ou com novas criações, viram no Mestre Quintino o seu precursor.
Inspirando-se em todo o género de motivos para que os seus trabalhos fossem apreciados e vendidos, encontrando-se espalhados pelo país e estrangeiro. Santos, santas, fogões de sala, nichos, mulheres e homens nus — “fazia tudo que me pediam, a vida era dura... cheguei a vender obras a 100 escudos, era uma autêntica miséria...”.— recordou.
Expôs várias vezes, na costa do Estoril e na Feira Internacional de Lisboa, ainda antes do 25 de Abril. Recorda com malícia, um episódio num desses certames, em que um Ministro da altura, que já não recorda o nome, obrigou-o a retirar ao tamanho do pénis de uma estátua de pedra de um nu, apenas por achar que “o coiso” era comprido demais; ...“e ali mesmo tive de fazer a operação”... contou-nos com um largo e maroto sorriso...
A Câmara Municipal de Esposende atribuiu-lhe a Medalha de Mérito Municipal do Município, como reconhecimento dos munícipes de Esposende, à sua obra e ao seu contributo artístico da arte de trabalhar o granito na região.